# プロジェクト ドーン
有限会社プロジェクト ドーン（英称：Project DAWN）は、テレビ番組とイベントの企画・制作を行う会社である。

## 会社概要

### 所在地
- 〒106-0032　東京都港区六本木2-2-6　六本木福吉町ビル202

### -設立年月日
- 2002年7月

## 所属スタッフ
- 松本光司（プロデューサー）
- 柄雄彦（プロデューサー）

## 主な制作番組

### 現在
レギュラー番組
- 大改造!!劇的ビフォーアフター（ABC）
- 住まいのダイエット（ABC）
- 土井善晴の美食探訪（BS朝日）

### 過去
レギュラー番組
- 笑いの金メダル（ABC）
- 元気予報
- GoodSound!!Cafe（BSジャパン）
- ランキンの楽園（MBS）
- チェック!ザ・No.1（MBS）
- 山本耕史“スイートJAM”（BSジャパン）
- TOKYO DRIFT GIRLS（テレビ東京）
- 元気家族テレビ となりのマエストロ（MBS）
- くらべるくらべらー（MBS）
- ジャパーン47chスーパー!（MBS）※クレジット表示無し
- 知っとこ!世界の朝ごはん（MBS）
- 山本麗子の幸福なキッチン（LaLa TV）

スペシャル番組
- 小学生クラス対抗30人31脚（テレビ朝日）
- からくりNEOドミノ甲子園（テレビ東京）
- 今夜は芸人が超本気!最強デュエット歌合戦（日本テレビ）
- 突撃!地Qウォーカー〜マイク片手に68億人大調査〜（MBS）